# НИИ синтетического каучука имени С. В. Лебедева
«Научно-исследовательский институт синтетического каучука им. академика С. В. Лебедева» (ФГУП «НИИСК») — крупнейший Российский научный центр по исследованиям в области каучуков и латексов. Институт награждён орденом Ленина и орденом Трудового Красного Знамени.

## Общие сведения
Всесоюзный научно-исследовательский институт синтетического каучука им. академика С. В. Лебедева (ВНИИСК) — теперь ФГУП «НИИСК» — создан по решению ВСНХ СССР от 15 сентября 1928 года. Сначала это была лаборатория, возглавляемая профессором С. В. Лебедевым.
Институт является первооткрывателем, в мировом масштабе, промышленного способа получения синтетического каучука. Первая партия натрий-бутадиенового каучука была получена 15 февраля 1931 года. Именно с этого времени институт ведет отсчет своей современной истории.
Из всего набора каучуков и латексов, которые ныне производятся в России, а также на пределах бывшего Советского Союза 90 % было изобретено во ВНИИСК.
Разработаны и внедряются на заводах России и за рубежом новые марки каучуков массового назначения — изопренового (СКИ-5; 3,4-ПИ), бутадиенового (СКДН). На опытном заводе института организованы малотоннажные производства каучуков и резиновых смесей с уникальными свойствами: силоксановых, фторсилоксановых, фторкаучуков, уретановых и олигобутадиеновых с функциональными группами.

## Функции
При институте действуют аспирантура и докторантура, а также работает диссертационный совет.
В составе НИИ работают два опытных завода (выпускают различные виды каучуков: силоксановые, фторсилоксановые, уретановые, фторкаучуки, олигодиеновые (жидкие) каучуки, а также латексы и диен — стирольные (α-метилстирольные) термоэластопласты (ДСТ)).
В институте существует комната-музей рабочего кабинета С. В. Лебедева.

## Структура
В НИИ вместе с его филиалом работает около 1000 человек, из них 16 докторов и более 80 кандидатов наук.

### Управление
Управление институтом осуществляет директор НИИ.
- Директор — кандидат химических наук Григорян Галина Викторовна[2][3].

### Учёные
- Кормер В. А., доктор химических наук, профессор — Во ВНИИСКе работал с 1956 года в течение более 40 лет. В 1988 году был директором ВНИИСК, избранным коллективом впервые в истории института.
- Соколов С. В., доктор химических наук, профессор, заместитель директора по научной работе (1971—1996 годы)
- Гринблат М. П., профессор, доктор технических наук, кандидат химических наук, зав.лабораторией.(1960—2010)
- Долгоплоск Б. А., доктор химических наук, академик АН СССР — работал с 1946 года
- Кроль В. А., доктор химических наук, работал в институте до 1993 года
- Иофе В. В., аспирант (1962—1964)
- Глуховской В. С., заведующий лабораторией растворной полимеризации
- Генкин А. Н.
- Вершилов С. В.
- Крусанов А. В., химик-технолог, работал в институте с 1981 по 1986 год
- Симхович Ф. М., инженер-технолог (1930-е годы)
- Крупышев, М. А., старший научный сотрудник, лауреат Сталинской премии (1952)
- Глаголева Н. А., научный сотрудник, лауреат Сталинской премии (1952)
- Филимонов Ф. П., научный сотрудник, лауреат Сталинской премии (1952)
- С. А. Субботин, лауреат премии имени С. В. Лебедева.

## Санкции
19 мая 2023 года, центр попал под блокирующие санкции США «за связь с активизацией усилий России по разработке оружия и связанных с ним систем». 27 мая 2023 года центр включён в санкционный список Украины.

## Адрес
- Адрес: 198035, Санкт-Петербург, ул. Гапсальская, 1
- Воронежский филиал ФГУП «НИИСК»: 394014, Воронеж, ул. Менделеева, д. 3Б[7].